# Caldo de cana

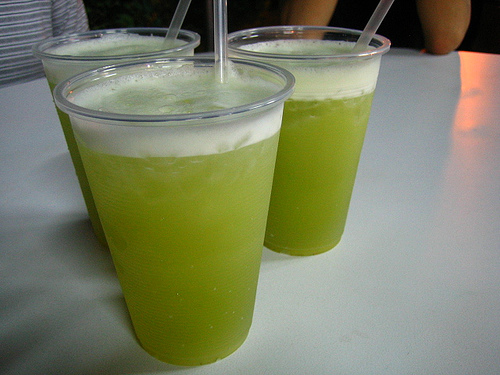
Copos com caldo de cana

Caldo de cana ou garapa é o líquido extraído da cana-de-açúcar no processo de moagem.

## Composição e valor nutricional
O valor nutricional da cana está diretamente ligado ao seu alto teor de açúcar (40% a 50% de açúcares na matéria seca), uma vez que o seu conteúdo proteico é extremamente baixo, o que lhe confere a característica de ser um alimento muito desbalanceado em relação a seus nutrientes.

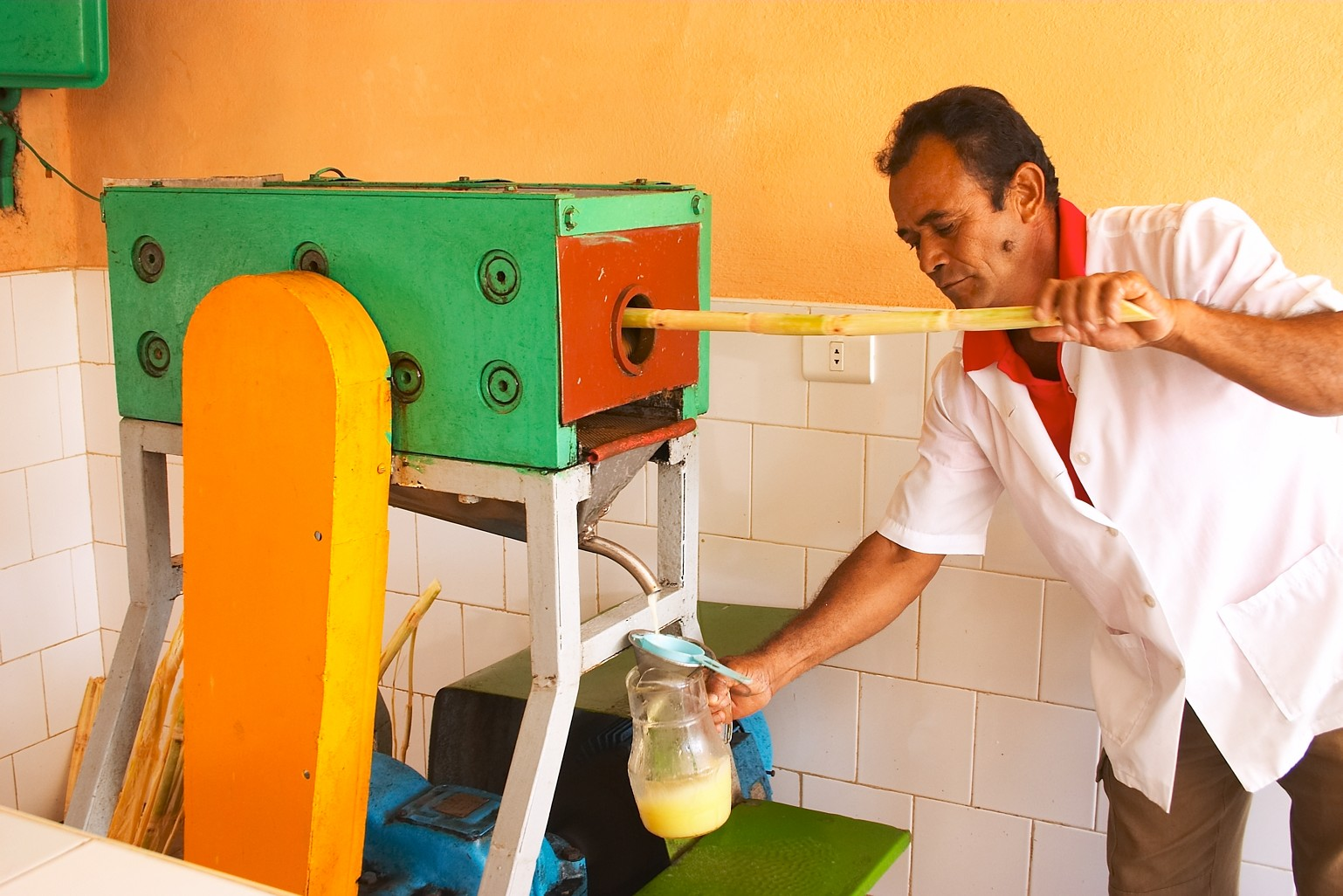
Caldo de cana sendo produzido em Cuba

A cana é uma planta composta, em média, de 65% a 75% de água, mas seu principal componente é a sacarose, que corresponde de 70% a 91% de substâncias sólidas solúveis. O caldo conserva todos os nutrientes da cana-de-açúcar, entre eles minerais (de 3 a 5%) como ferro, cálcio, potássio, sódio, fósforo, magnésio e cloro, além de vitaminas do complexo B e C. A planta contém ainda glicose (de 2% a 4%), frutose (de 2% a 4%), álcool (0,5% a 0,6%), amido (0,001% a 0,05%) ceras e graxos (0,05% a 0,015%) e corantes, entre 3% a 5%.
Além desses, o caldo de cana é composto por antioxidantes: ácidos fenólicos (cafeico, sináptico e isômeros do ácido clorogênico), flavonoides (apigenina, luteolina e derivados de tricina) e outros compostos fenólicos. O consumo de apenas 250 ml poderia resultar na ingestão de 40 mg de fenólicos representando, dessa forma, uma importante fonte desses compostos antioxidantes na dieta.

## Usos
Por ser rico em sacarose, é usado como matéria-prima na fabricação de açúcar, etanol e bebidas alcoólicas, como cachaça e rum. O resíduo industrial da cristalização do açúcar é o melaço, ou mel-de-furo., utilizado para fabricação de álcool e cachaça, cujo resíduo final é o vinhoto.
É consumido também in natura, como alimento muito energético. É ainda apreciado após iniciado seu processo de fermentação, embora haja controvérsia quanto aos efeitos de tal ingestão no organismo, se benéficos ou não. Neste estado, em fermentação, adquire sabor semelhante ao do aluá, bebida fermentada típica das festas juninas brasileiras, similar ao quentão, como é chamada no Sudeste do país. Também é utilizado como base para a produção de melado e rapadura, alimentos populares na Região Nordeste, Região Sul e Sudeste do Brasil.

## Riscos de saúde
O caldo de cana bruto pode ser um risco à saúde dos consumidores devido às condições anti-higiênicas em que é preparado em alguns países com padrões de saúde mais baixos. Existem algumas doenças que podem ser transmitidas pela cana-de-açúcar crua, como a leptospirose. No Brasil, o caldo de cana tem sido associado a casos da doença de Chagas, pois a cana pode conter vestígios de seu patógeno responsável, o protozoário Trypanosoma cruzi, deixado por barbeiros (Triatoma infestans) infectados se não for devidamente higienizado.
Beber caldo de cana no Egito pode representar riscos à saúde devido à contaminação com micotoxinas, aflatoxina B1 e fumonisina B1.